# Morancez
Morancez is een gemeente in het Franse departement Eure-et-Loir (regio Centre-Val de Loire). De plaats maakt deel uit van het arrondissement Chartres. Morancez telde op 1 januari 2022 1.927 inwoners.

## Geografie
De oppervlakte van Morancez bedroeg op 1 januari 2022 7,13 vierkante kilometer; de bevolkingsdichtheid was toen 270,3 inwoners per km².

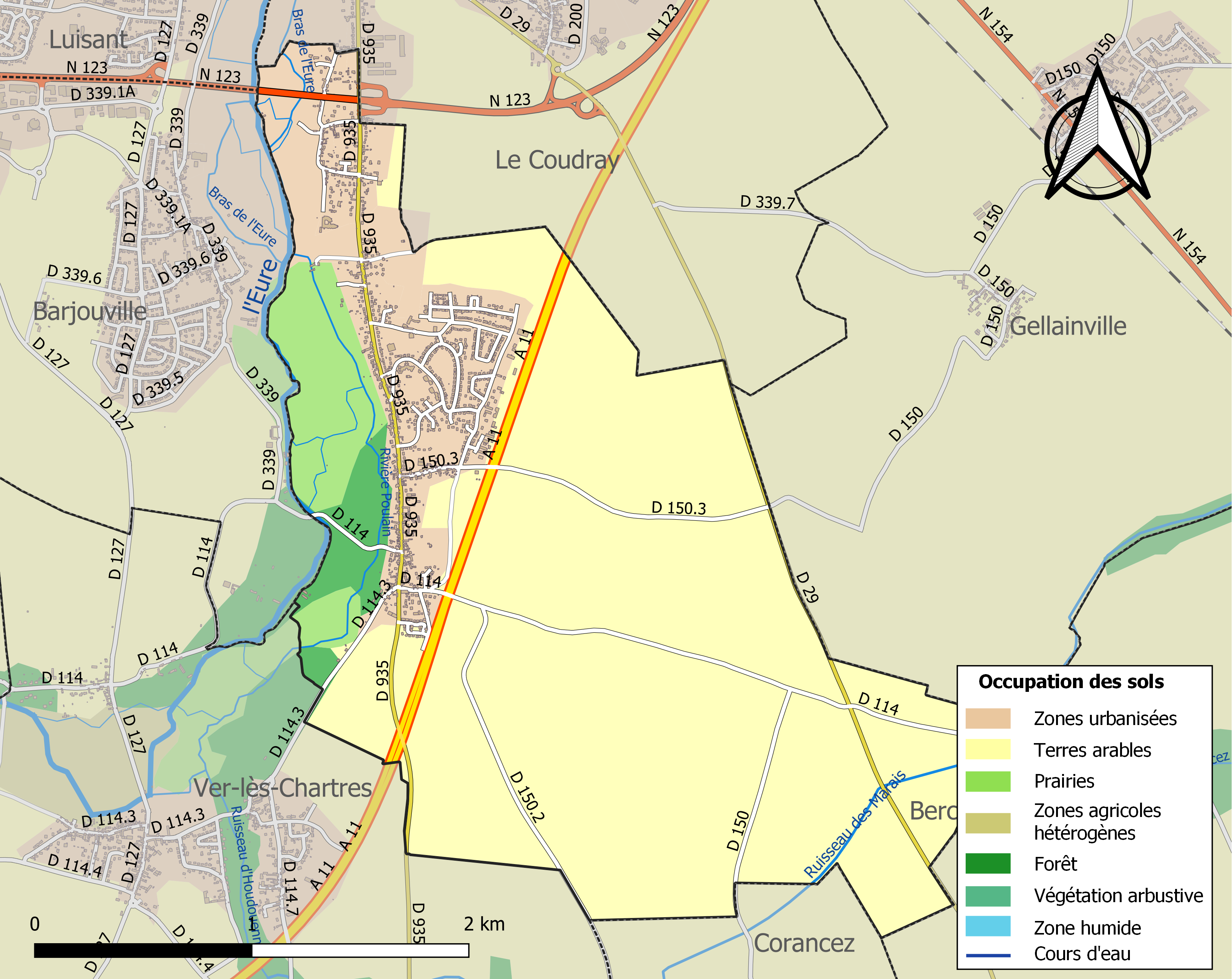
Kaart van de gemeente met belangrijkste infrastructuur, bodemgebruik en omliggende gemeenten

## Demografie
Onderstaande figuur toont het verloop van het inwonertal (bron: INSEE-tellingen).